# Взрыв в соборе Святой Недели
Нападение на Собор Святой Недели (болг. Атентатът в църквата «Света Неделя») — террористический акт, организованный коммунистами 16 апреля 1925 года в кафедральном соборе Софийской митрополии на отпевании убитого 14 апреля того же года генерала Константина Георгиева.
Тогда группой левых коммунистов из Военной организации Болгарской коммунистической партии (БКП) под руководством офицеров советской военной разведки (курировал операцию резидент советской военной разведки Б. Н. Иванов, после её завершения покинувший страну) был подготовлен и осуществлён взрыв православного собора, имевший целью уничтожение военно-политической элиты режима царя Бориса III, включая его самого.
В результате вооружённой акции на месте погибли 134 человека (вместе со скончавшимися от ран — 213) и были ранены около 500. Среди погибших при взрыве оказались мэр Софии, одиннадцать генералов, двадцать пять высших офицеров, шеф полиции и целый класс лицеисток. Царь Борис III опоздал на церемонию из-за того, что был на похоронах своего друга — охотника, погибшего при предыдущем покушении на царя двумя днями ранее на царской охоте около перевала Арабаконак. Премьер-министр Цанков и министры — члены его правительства по случайности остались живы. В стране было введено военное положение, продлившееся почти до конца года, и развернулись широкие репрессии против левых и иных оппозиционеров.

## Предыстория
После подавления Сентябрьского восстания БКП была поставлена вне закона, многие её члены были арестованы и подвергались преследованиям, что вынудило их уйти в подполье. Руководители Г. Димитров и В. Коларов успели уехать из страны и находились в Советском Союзе, а в Болгарии, в результате запрещения было арестовано почти всё руководство компартии и многие её члены. В этих условиях в рядах Военной организации БКП усиливается влияние группы левых коммунистов, которыми готовится акция.
Руководители ВО БКП Димитр Хаджидимитров и Димитр Златарев предлагают уничтожить директора полиции Владимира Начева и нескольких других высших чинов, ответственных за белый террор. Их идея активно поддерживается Станке Димитровым, секретарём ЦК, который связывается по этому вопросу с Георгием Димитровым и В. Коларовым, однако те её не одобряют, так как по их мнению подобная акция должна быть тесно связана с народным восстанием, иначе она обречена на провал.
Тем временем обстановка в стране ухудшалась: 11 февраля был арестован и замучен до смерти активный деятель софийского отделения БКП Вылчо Иванов; 10 марта изменён Закон о защите государства, по которому уже не только членство в БКП каралось смертью, но и помощь и укрывание её членов; 26 марта был убит Яко Доросиев, руководитель оперативного отдела ВО БКП. Все эти события вынуждают руководство ВО БКП действовать даже без одобрения Коминтерна.

## Осуществление взрыва
Из-за усиленной охраны Владимира Начева стала ясна бесперспективность нападения на директора полиции. Тогда была выбрана иная цель: на отпевании депутата правящей партии «Демократически сговор» генерала Константина Георгиева в Соборе Святой Недели должны были присутствовать многие политические деятели страны.
Заупокойная молитва была назначена на 16 апреля (Великий четверг). К этому дню, с помощью ранее завербованного ВО БКП пономаря Петра Задгорского, в собор было внесено 25 килограмм взрывчатки. Она была заложена под одну из несущих колонн купола. В 7 часов утра в собор прибыл руководитель операции Никола Петров. Траурное шествие вошло в собор в 15 часов, службу вёл митрополит Стефан (будущий экзарх).
Однако сам царь Борис III отсутствовал — он находится в Арабаконаке, где за два дня до этих событий подвергся нападению анархистов. Первоначально гроб был поставлен рядом с заминированной колонной, но затем было решено, из-за большого количества присутствующих, перенести его немного вперёд. Так, по случайности, наиболее высокопоставленные лица оказались отдалены от места взрыва. В соответствии с планом операции после начала песнопения Задгорский подал знак.
Петр Абаджиев привёл в действие адскую машину, и в 15 часов 20 минут раздался взрыв. С оглушительным грохотом обрушился купол собора. В воздухе встал смерч из обломков черепицы, кирпича, балок. Высокий чёрный столб дыма повис над столицей… В этот момент царский автомобиль как раз выехал на улицу, ведущую к собору.

## Жертвы

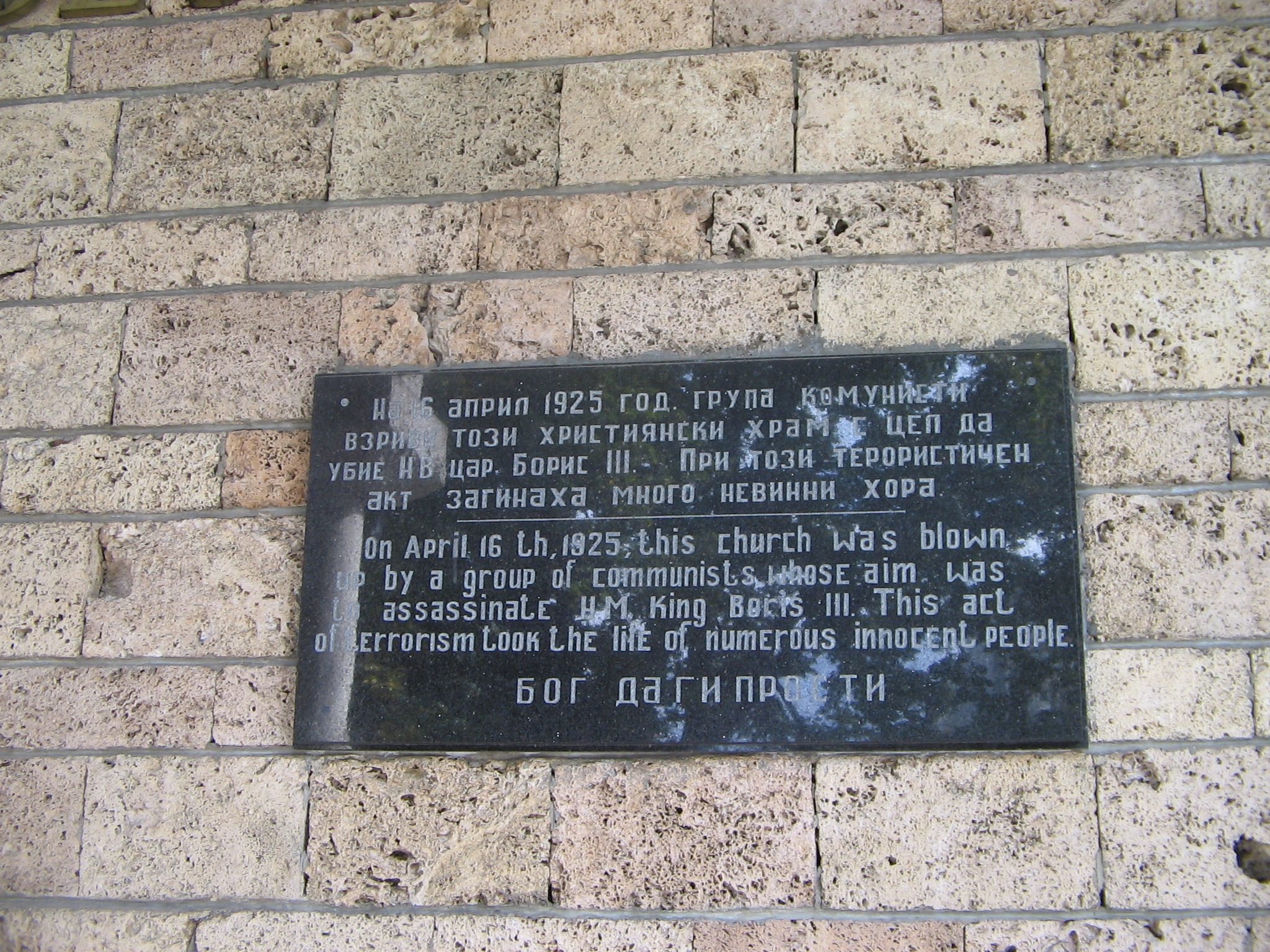
Памятная доска жертвам.

На месте погибло 134 человека; включая скончавшихся от ранений — 213 человек, в том числе 12 генералов (Стефан Нерезов (генерал от инфантерии, командующий Первой болгарской армией во время битвы за Дойран), Калин Найденов (генерал-лейтенант, военный министр во время Первой мировой войны), Крыстю Златарев (генерал-лейтенант, командующий Одиннадцатой македонской пехотной дивизией), Иван Стойков (генерал-майор), Павел Павлов (генерал-майор), Станчо Радойков, Иван Табаков (генерал-майор), Стоян Пушкаров (генерал-майор), Григор Кюркчиев (генерал-майор), Александр Давидов (генерал-майор), Пётр Лолов (генерал-майор)), 15 полковников, 7 подполковников, 3 майора, 9 капитанов, 3 депутата, ещё 500 человек было ранено.

## Последствия
Соборная площадь была немедленно оцеплена войсками. ЦК БКП декларативно осудил теракт, как «необдуманное действие, губительное для антифашистского движения». Вечером 16 апреля властями объявлено военное положение. Советская сторона отмежевалась от своей причастности к теракту.
Вечером 16 апреля полицейским комендантом Софии был назначен капитан Кочо Стоянов. Он сформировал четыре оперативных подотряда, которые незамедлительно приступили к массовым облавам. В числе первых был арестован Пётр Задгорский. Коммунисты пытались его убрать, но это у них не получилось — Задгорский выдал всех, с кем имел контакт. В ходе облав были убиты руководители ВО БКП Коста Янков и Иван Минков. Остальные члены Военной организации были арестованы, лишь трём участникам нападения на собор удалось бежать через Королевство СХС в Советский Союз. Это были Никола Петров, Димитр Златарев, Пётр Абаджиев (в 1944 г. Абаджиев вернулся в Болгарию, в чине полковника РККА).
С 1 по 11 мая в Софии прошёл суд над членами ВО БКП, результатом которого становятся смертные приговоры, в том числе для Петра Задгорского и подполковника Георгия Коева, у которого укрывались Марко Фридман и убитый во время ареста Иван Минков. Станке Димитров, Петр Абаджиев, Димитр Грынчаров, Николай Петрини и Христо Косовский были приговорены к смертной казни заочно (трое последних были убиты до конца той же недели).
Самый высокопоставленный из обвиняемых — Марко Фридман — отрицал причастность БКП к нападению. Военное положение было отменено только 24 октября 1925 года.